# Alessandro Nunes Nascimento
Alessandro Nunes Nascimento, noto semplicemente come Alessandro (São João da Boa Vista, 2 marzo 1982), è un ex calciatore brasiliano, di ruolo attaccante.